# Rue Dumont-d'Urville (Paris)
Pour les articles homonymes, voir Rue Dumont-d'Urville.
La rue Dumont-d’Urville est une voie du 16e arrondissement de Paris, en France.

## Situation et accès
La rue Dumont-d’Urville est une voie publique située dans le 16e arrondissement de Paris. Elle commence au 2, rue de Belloy et au 14, place des États-Unis et se termine au 63, avenue d’Iéna. Orientée nord-sud, elle est longue de 368 mètres et large de 12. 
Le site est desservi par la ligne de métro 6, aux stations Kléber et Boissière.

## Origine du nom

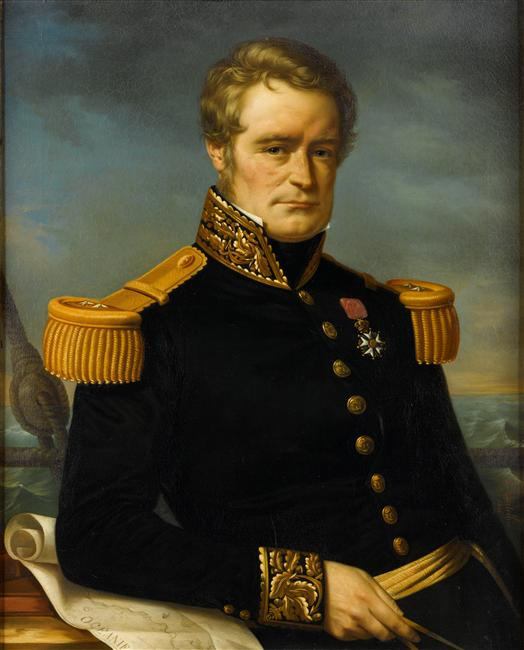
Jules Dumont d’Urville.

Elle est nommée en l'honneur du navigateur français Jules Dumont d'Urville (1790-1842).

## Historique
Cette voie est ouverte par ordonnance du Bureau des finances du 16 janvier 1789, par la Ville de Paris lors de l'ouverture des avenues d'Iéna et Kléber.
Elle occupe l'emplacement d'une partie de l'ancien chemin de ronde de l'Étoile, qui était situé à l'intérieur de l'ancien mur d'octroi qui fut aligné en 1848, nivelé en 1862, prolongé jusqu'à la rue de Belloy en 1863 et dénommé « rue Dumont-d'Urville » par un décret du 2 mars 1864.

## Bâtiments remarquables et lieux de mémoire

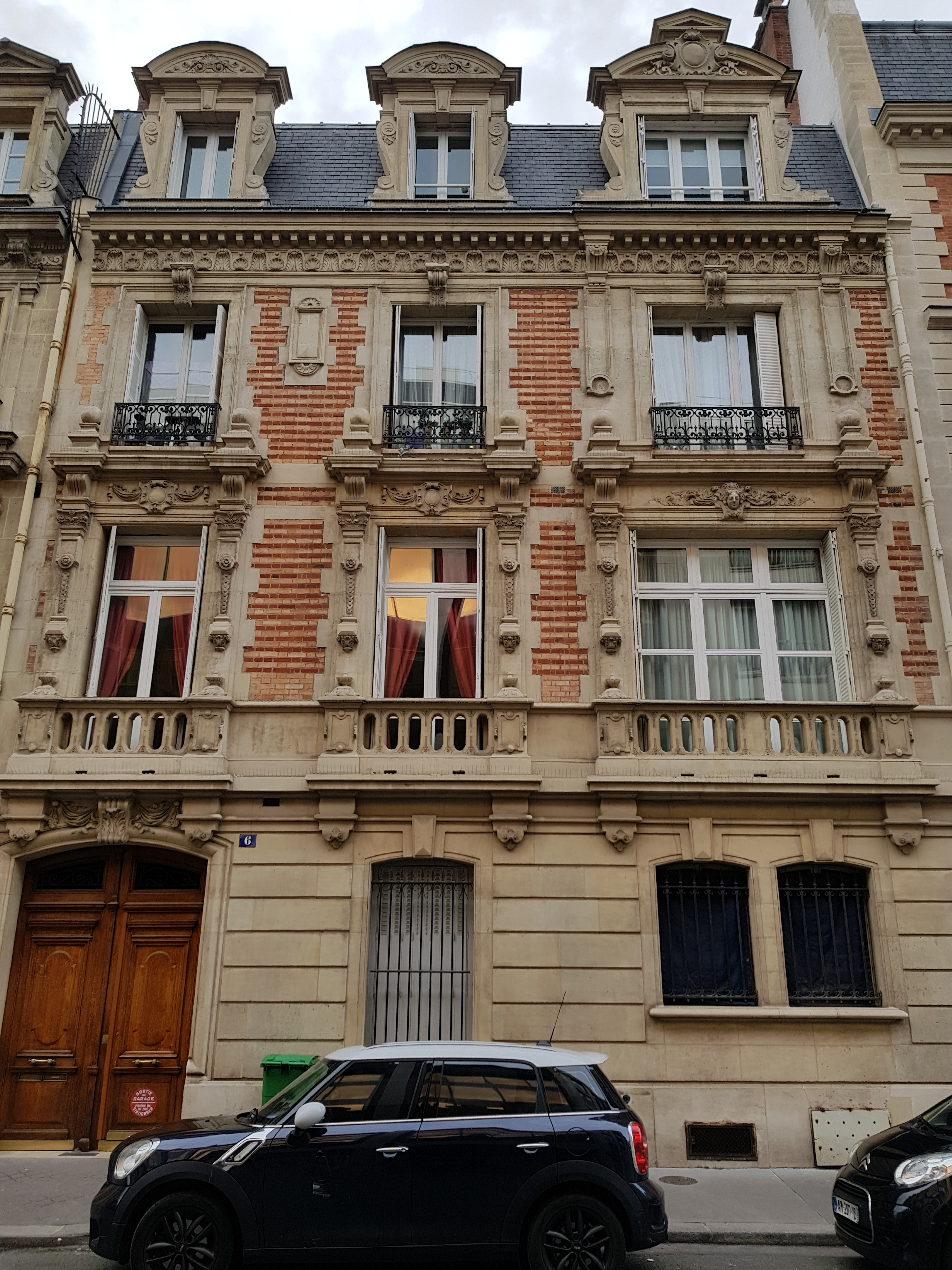
No 6 : hôtel Lepel-Cointet.

- No 1 (et 2, rue de Belloy) : cet ancien hôtel particulier situé à l’angle nord-ouest de la place des États-Unis, construit par l’architecte Ferdinand Gaillard en 1884, présentait à l’origine une façade de style Renaissance allemande. Surélevé à une date indéterminée, il a également été dépouillé de tous ses motifs décoratifs[1]. Les Archives départementales de la Somme conservent une photographie d’une automobile de la firme française Ader de 1902 stationnée devant l’immeuble, côté rue de Belloy[2].
- No 6 : hôtel particulier Lepel-Cointet néo-Louis XIII construit par l'architecte Adolphe Royou en 1879[3].
- No 8 : hôtel particulier néo-Louis XIII construit vers 1880[3].
- No 10 : hôtel particulier néo-Louis XIII construit fin XIXe[3].
- No 26 : ambassade de Somalie en France.
- No 29 : façade arrière de l'hôtel Majestic Hôtel-Spa.
- No 45 : hôtel particulier construit vers 1880[3].
- No 47 : hôtel particulier construit vers 1880[3].
- No 53 : bâtiment annexe de l'ambassade d'Égypte en France ; ancien hôtel particulier du duc de Loubat.

### Bâtiment détruit
- No 11 bis : le général Boulanger a habité à cette adresse en 1888-1889[4].

## Galerie

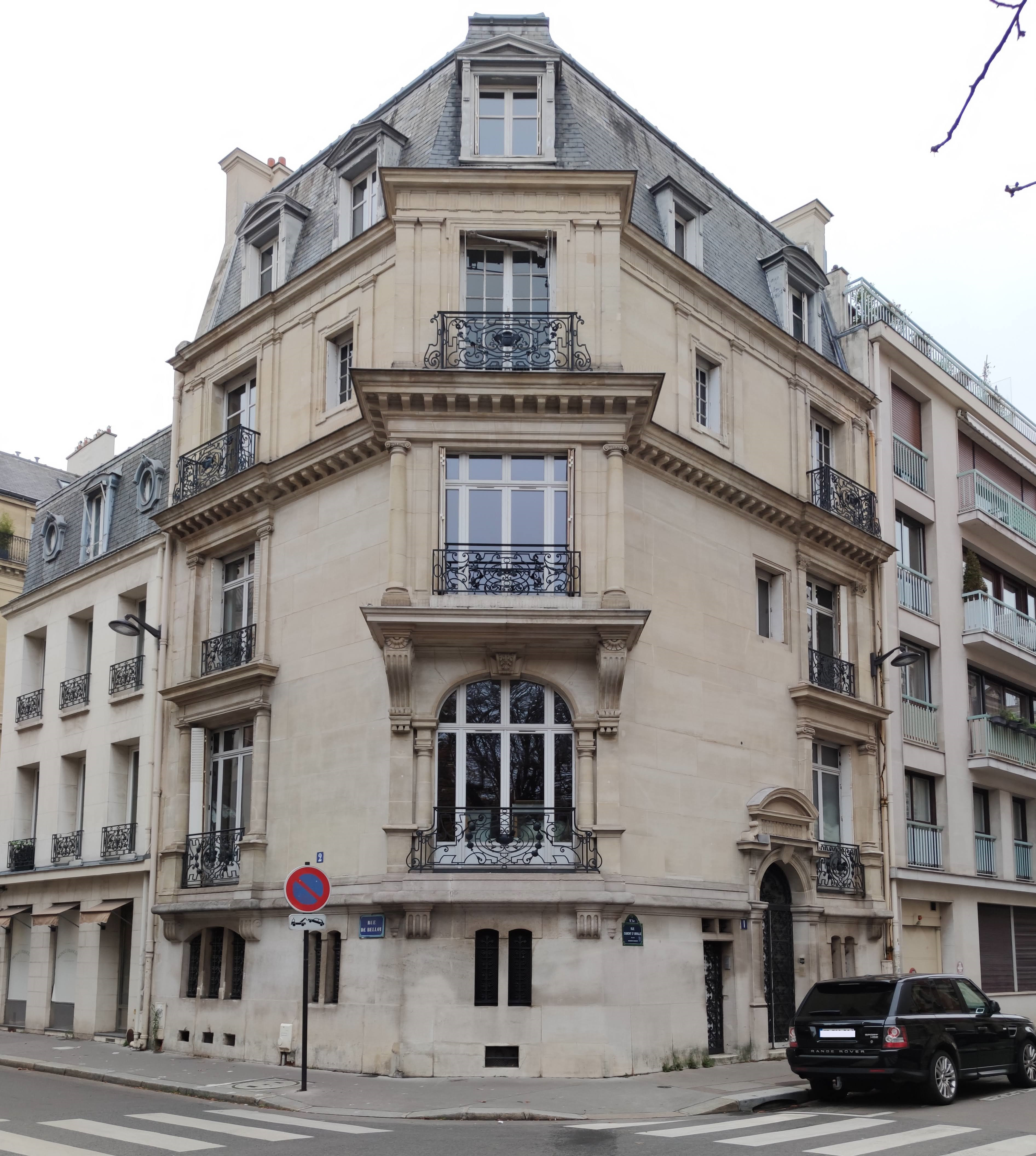
No 1.
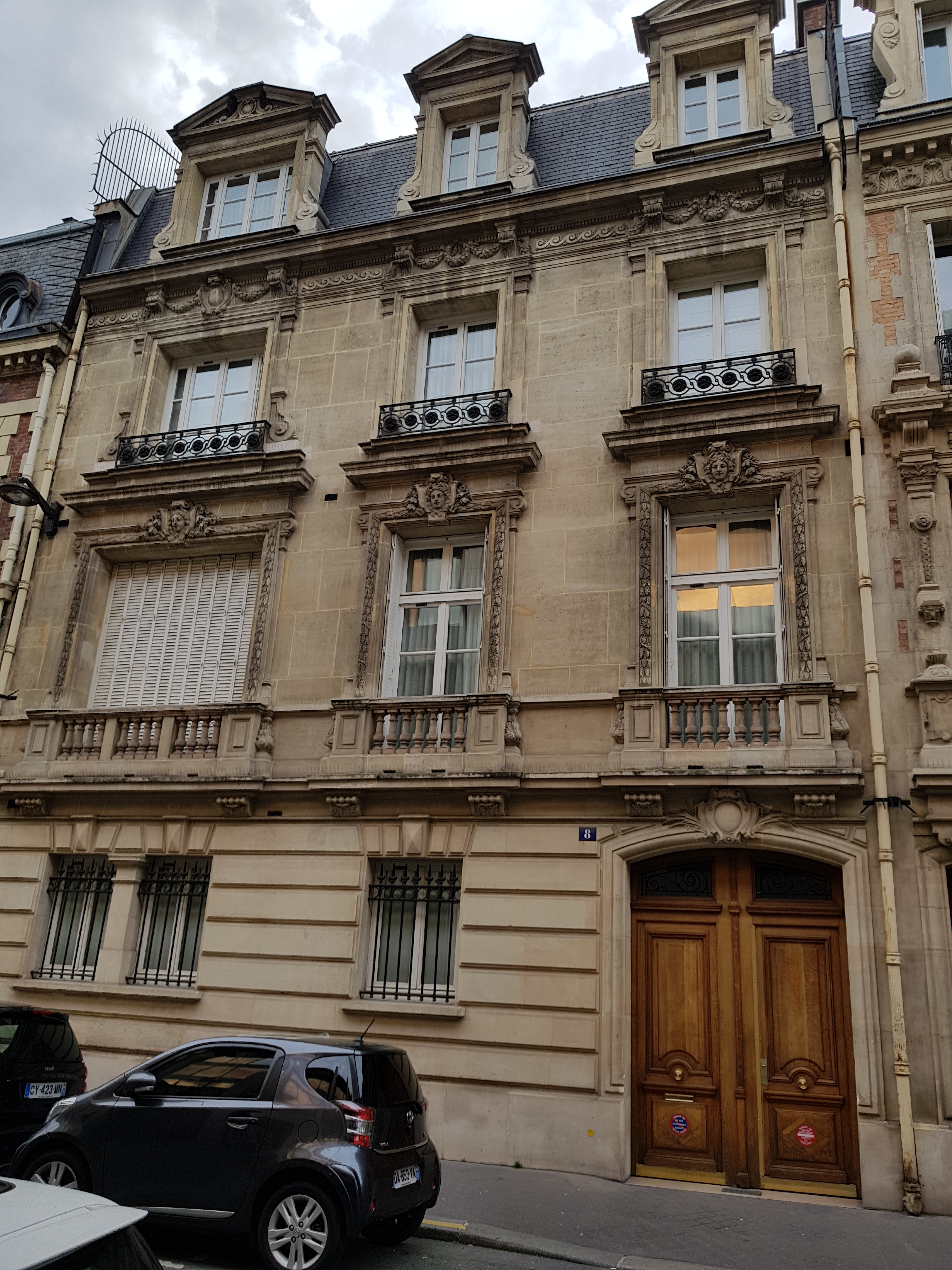
No 8.
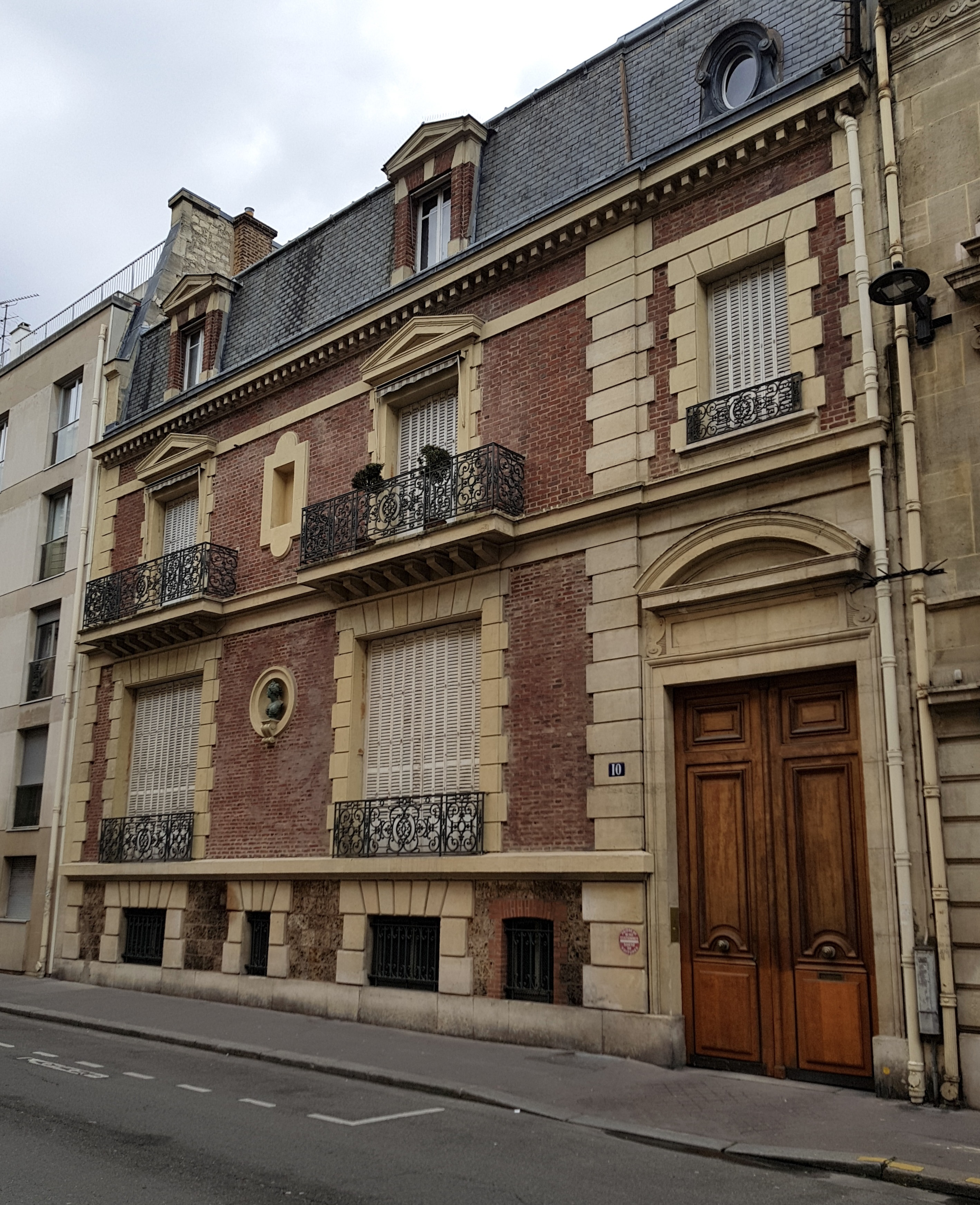
No 10.
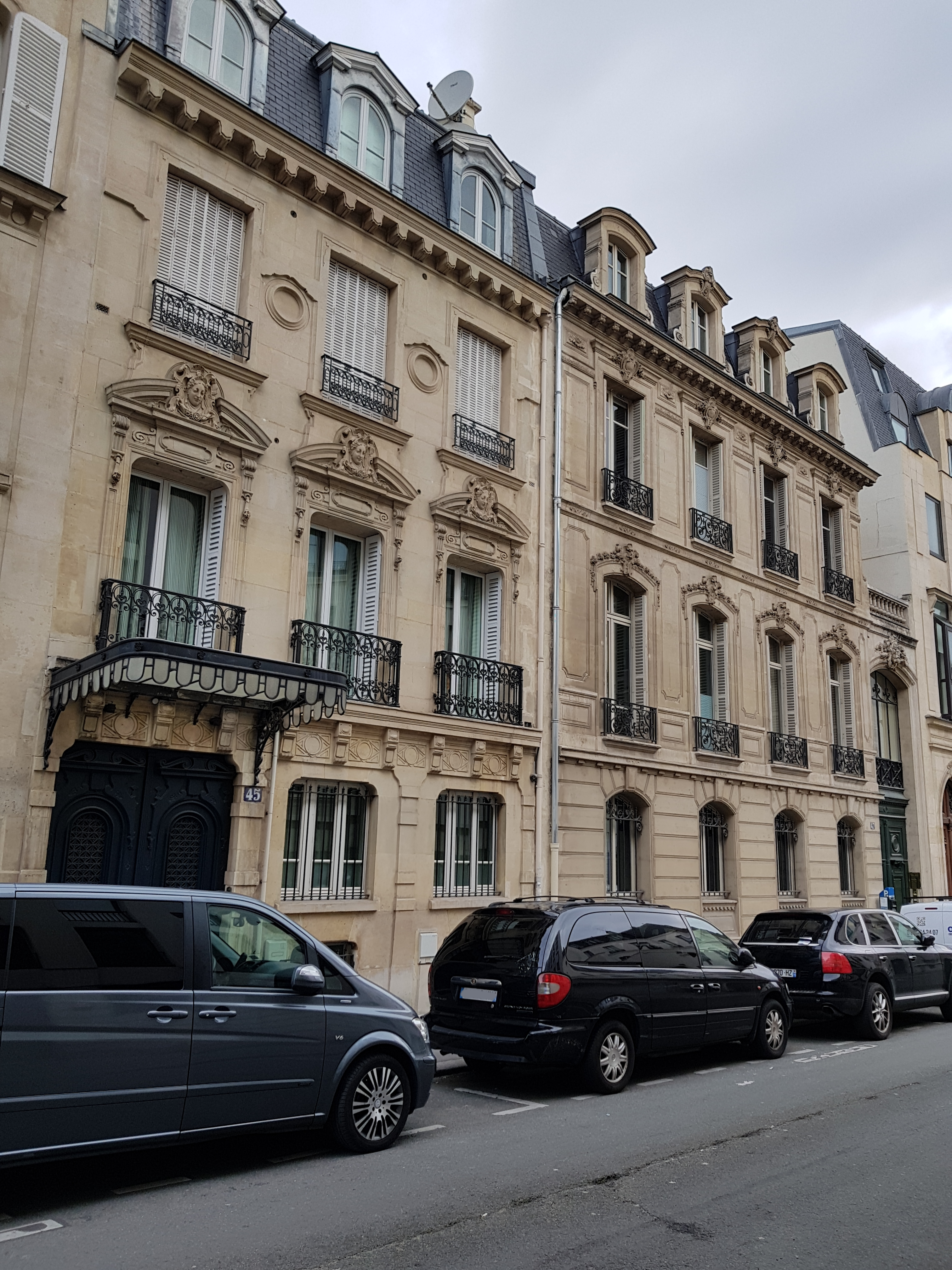
Nos 45 et 47.
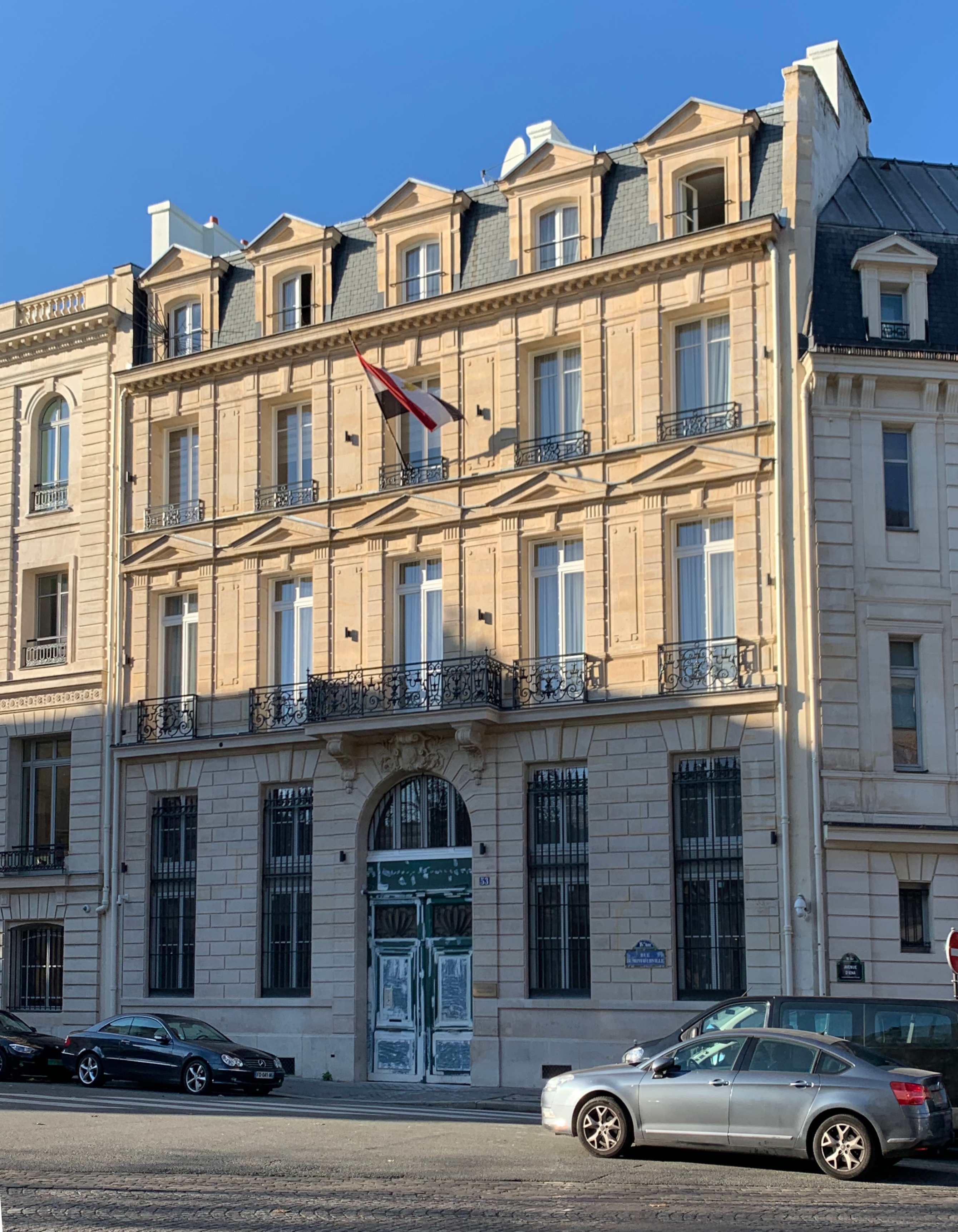
No 53.